# Mosin-Nagant
Mosin-Nagant (în rusă винтовка Мосина) este o pușcă cu repetiție, folosită de Imperiul Rus și Uniunea Sovietică (până la apariția AK-47), dar a fost folosită și fabricată în multe alte țări, în special din Blocul răsăritean. Prima armă a seriei a apărut în anul 1891, fiind urmată de alte variante. În total, au fost fabricate zece variante de bază (puști sau carabine), acestea având la rândul lor alte variante.
Este una dintre puștile militare cu repetiție produsă în masă, cu peste 37 de milioane de unități fabricate din 1891, fiind utilizată până în anul 1965. În anul 1930 a fost modernizată. Dotată cu lunetă, a fost folosit și de lunetiști. Avea țeava ghintuită, folosea cartușe de 7,62 x 54 mm R, dispuse în încărcătoare cu cinci cartușe.
În ciuda vechimii sale, a fost folosită în diferite conflicte din întreaga lume până în prezent (Războiul Civil Sirian).

## Utilizatori

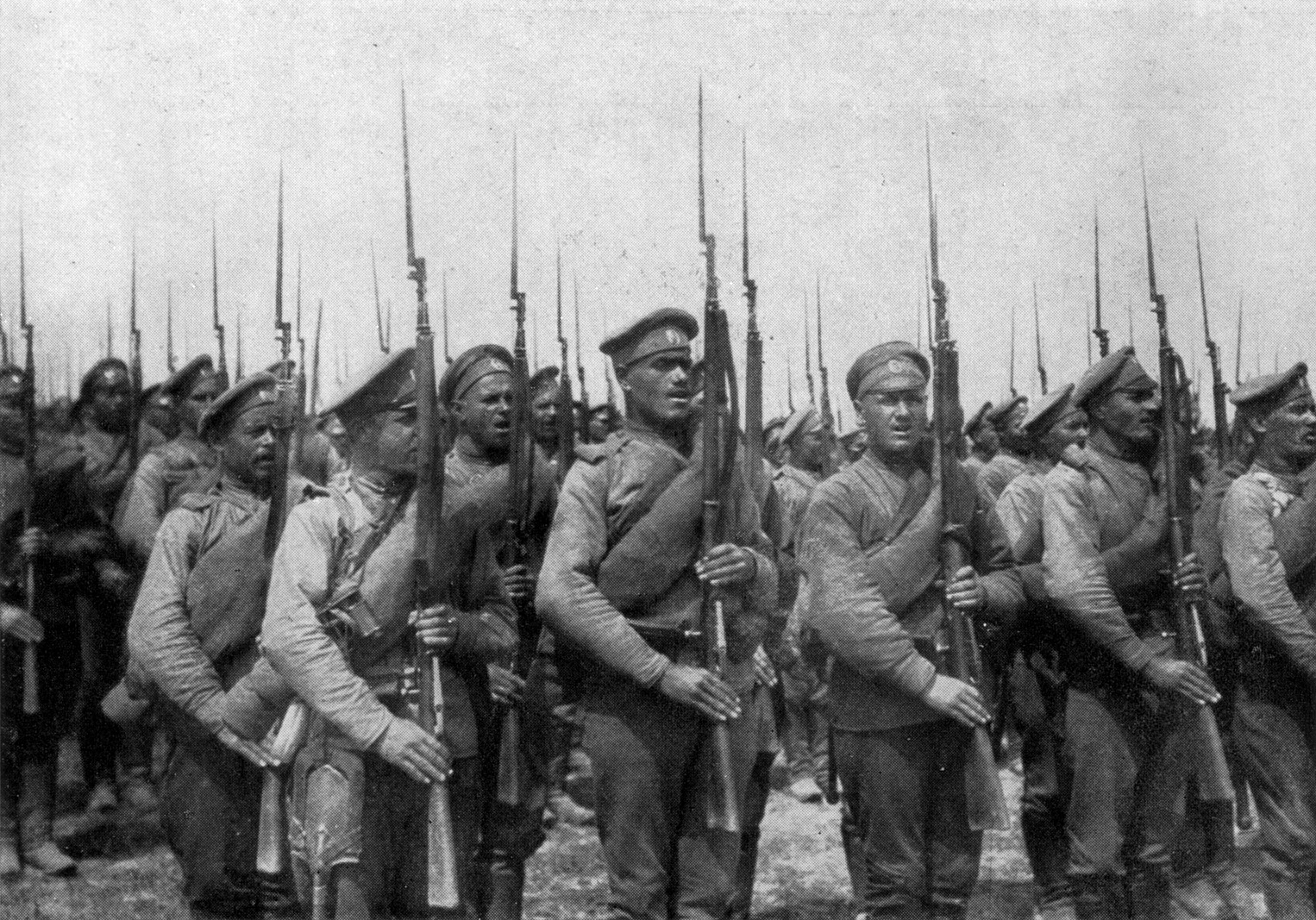
Infanterie rusă din Primul Război Mondial înarmată cu Mosin Nagant

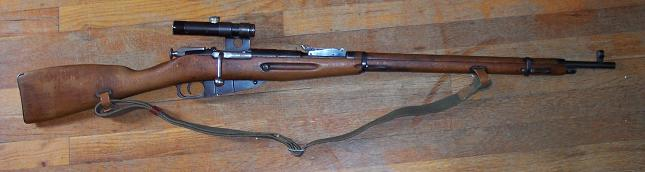
Pușcă cu repetiție Mosin Nagant cu lunetă

- Afganistan
- Albania
- Angola
- Armenia
- Austro-Ungaria
- Austria
- Belgia
- Bulgaria
- Brazilia
- Taiwan
- China
- Cambodgia
- Cehoslovacia
- Coreea de Nord
- Cuba
- Egipt
- Estonia
- Filipine
- Finlanda
- Georgia
- Germania
- Germania de Est
- Indonezia
- Rusia
- Iran
- Irak
- Israel
- Iugoslavia
- Japonia
- Laos
- Letonia
- Mongolia
- Muntenegru
- Polonia
- Regatul Unit
- România
- Serbia
- Siria
- Spania
- Statele Unite
- Thailanda
- Turcia
- Ucraina
- Uniunea Sovietică
- Vietnam